# Popondetta
Popondetta è una città della Papua Nuova Guinea e capoluogo della Provincia di Oro.

## Storia
Nel 1951, a seguito dell'eruzione del monte Lamington, un vulcano situato nelle vicinanze, la città fu totalmente distrutta da una nube piroclastica che causò 4000 vittime.

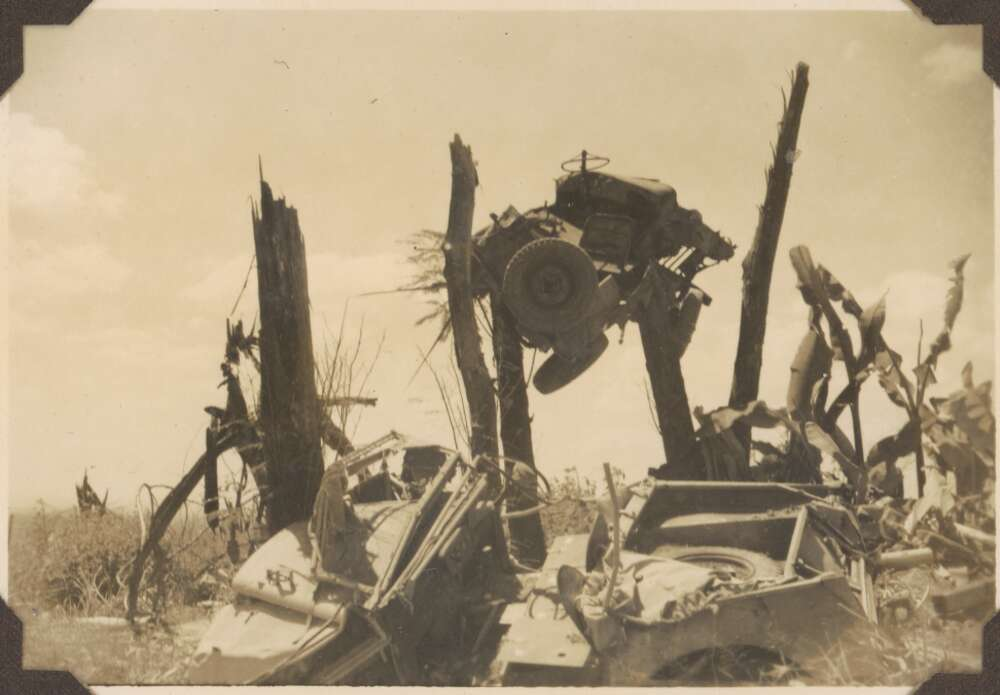
Devastazione causata dal Monte Lamington nel 1951